# Йоенсуу
Йо́енсуу (фін. і карел. Joensuu) — місто і муніципалітет, центр провінції Північна Карелія в ляні Східна Фінляндія. Друге за величиною місто у Східній Фінляндії

## Географія

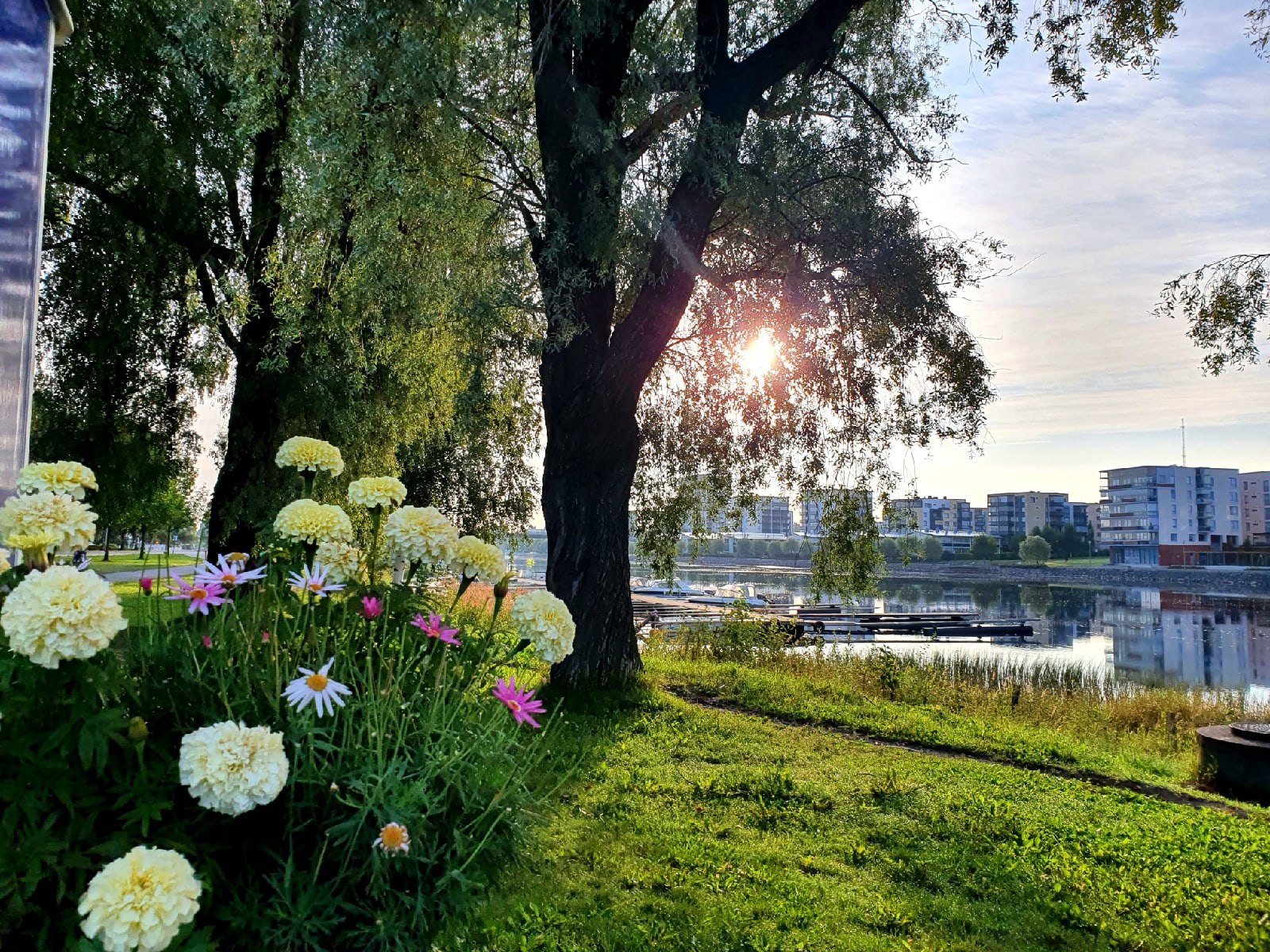
Йоенсуу

Місто розташоване у гирлі річки Пієлісйокі, на узбережжі озера Пюгяселькя, що є частиною озерної системи Саїмаа. До муніципалітету також входять поселення: Пієлісенсуу (з 1954), Кіігтелюсваара та Тууповаара (з 2005), Ено та Пюгяселькя (з 2009). 
Муніципалітет межує на півдні з Субрегіоном Центральна Карелія: муніципалітети Тогмаярві та Ряяккуля, на півночі з Субрегіоном Піелінен Карелія — Ліекса. На заході та на сході межує з муніципалітетами свого субрегіону: південний-захід — Ліпері північний-захід Контіолагті, на сході Іломантсі. На південному-сході державний кордон із Російською Федерацією: Республіка Карелія.

## Освіта
У місті розташований Європейський лісовий інститут.

## Склад та населення
Муніципалітет Йоенсуу складається з 12 поселень.
Озеро Пюхяселькя відділяє крайню західну частину від основної території муніципалітету, у цій ніші знаходиться село Кулхо. Село із загальним населенням 653 мешканців, головно належить до муніципалітету Контіолахті, проте 147 жителів живуть в муніципалітеті Йоенсуу.
|                | \| Поселення \| Назва фінською \| Населення \| \| ------------------ \| -------------- \| --------- \| \| Йоенсуу \| Joensuu \| 52768 \| \| Реійола[fi] \| Reijola \| 2569 \| \| Ено[fi] \| Eno \| 2182 \| \| Гаммаслагті[fi] \| Hammaslahti \| 1625 \| \| Уімагарйю[fi] \| Uimaharju \| 1325 \| \| Кіігтелисваара[fi] \| Kiihtelysvaara \| 689 \| \| Тууповаара[fi] \| Tuupovaara \| 628 \| \| Гейняваара[fi] \| Heinävaara \| 529 \| \| Лоугіойа[fi] \| Louhioja \| 312 \| \| Коверо[fi] \| Kovero \| 220 \| \| Уккола[fi] \| Ukkola \| 219 \| \| Сугмура[fi] \| Suhmura \| 208 \| |           |
| Поселення      | Назва фінською | Населення |
| Йоенсуу        | Joensuu | 52768     |
| Реійола        | Reijola | 2569      |
| Ено            | Eno | 2182      |
| Гаммаслагті    | Hammaslahti | 1625      |
| Уімагарйю      | Uimaharju | 1325      |
| Кіігтелисваара | Kiihtelysvaara | 689       |
| Тууповаара     | Tuupovaara | 628       |
| Гейняваара     | Heinävaara | 529       |
| Лоугіойа       | Louhioja | 312       |
| Коверо         | Kovero | 220       |
| Уккола         | Ukkola | 219       |
| Сугмура        | Suhmura | 208       |

## Видатні постаті
- Кайса Мякяряйнен — видатна фінська біатлоністка.
- Сімо-Пекка Рійкола — фінський хокеїст.
- Лассі Гурскайнен (* 1987) — фінський хокеїст.